# Epiclerus panyas
Epiclerus panyas is een vliesvleugelig insect uit de familie Tetracampidae. De wetenschappelijke naam is voor het eerst geldig gepubliceerd in 1839 door Walker.